# Keremcse
Keremcse (szlovákul: Kremnička) Besztercebánya városrésze, egykor önálló község Szlovákiában, a Besztercebányai kerületben.

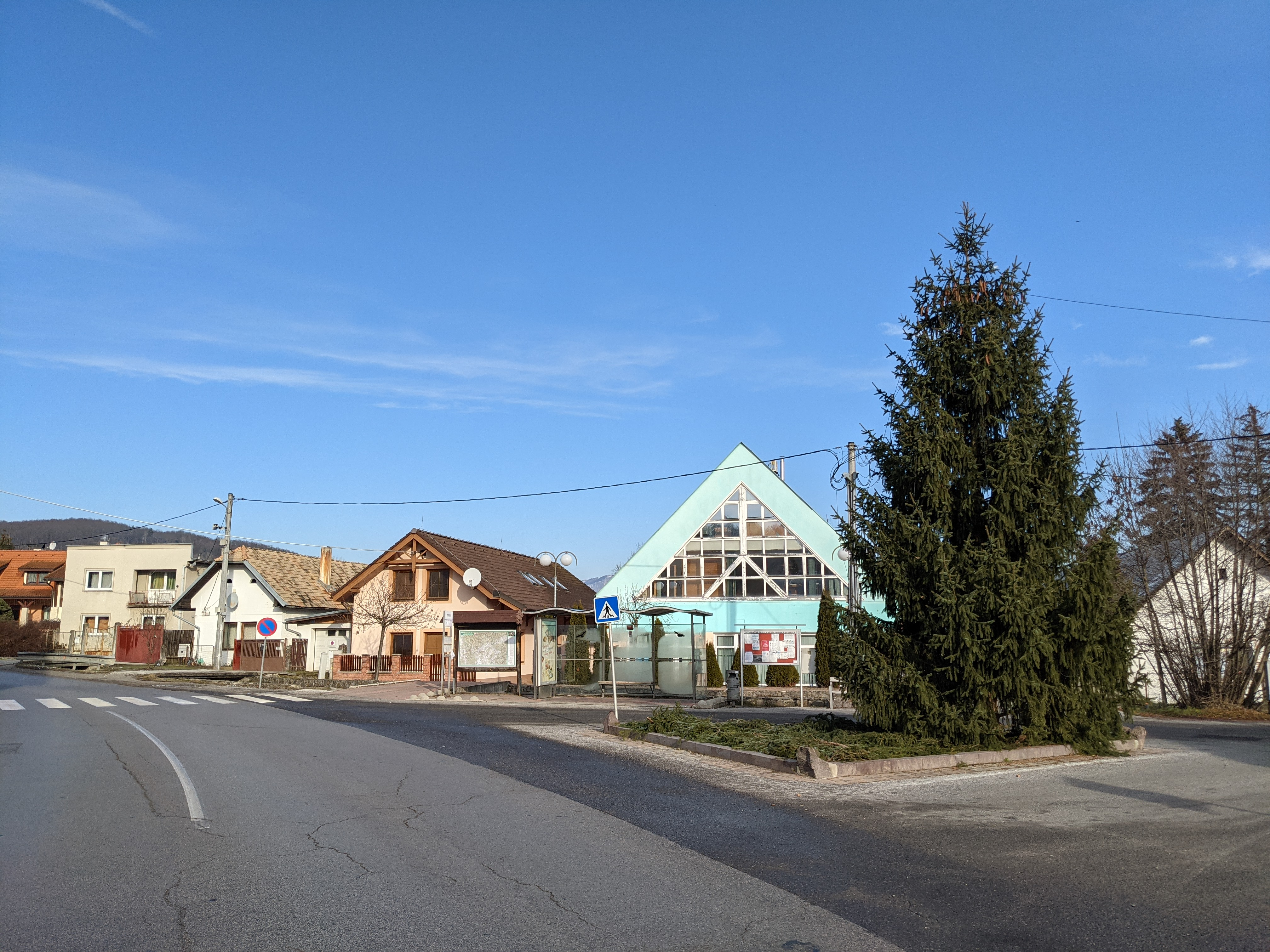
Keremcse központja

## Fekvése
A városközponttól 4 km-re délre, a Garam jobb partján fekszik.

## Története
A 18. század végén Vályi András így ír róla: „KREMNICSKA. Tót falu Zólyom Várm. földes Urai Rakovszky, és több Uraságok, lakosai katolikusok, fekszik Besztertze Bányához fél mértföldnyire, határja középszerű.”
Fényes Elek 1851-ben kiadott geográfiai szótárában így ír a településről: „Körmöcske, (Kremnicska), tót falu, Zólyom vmegyében, rónán, a selmeczi országutban, ut. p. Beszterczebánya. Földe agyagos homok, mindenre alkalmas; van 16 urb. telke és földesuri majorsága. Lakja 218 ev., 49 kath. Határát a Garan vize hasitja. Birja a Rakóvszky család, kinek itt szép kastélya van, és a Radvánszky család.”
1910-ben 747, túlnyomórészt szlovák lakosa volt. 1920 előtt Zólyom vármegye Besztercebányai járásához tartozott.
1945-ben 747 szlovák felkelőt végeztek ki itt a németek. A tömegsír felett emlékmű áll.

## Külső hivatkozások
- Keremcse Szlovákia térképén

## Lásd még
- Besztercebánya
- Foncsorda
- Garamkirályfalva
- Garamsálfalva
- Kisélesd
- Majorfalva
- Olmányfalva
- Pallós
- Radvány
- Rakolc
- Rudló
- Szakbény
- Szentjakabfalva
- Szénás
- Zólyomszászfalu